# Pierre Bessard
Pierre Bessard (* 1975) ist ein Schweizer Publizist und Ökonom.

## Leben
Bessard ist seit 1. Januar 2008 Direktor des Liberalen Instituts und Mitglied dessen Stiftungsrates. Er ist Mitbegründer und ehemaliger Direktor des liberalen Lausanner Institut Constant de Rebecque (bis 2012) und war von 2002 bis 2016 Kommentator für die französischsprachige Wirtschaftszeitung L’Agefi. Bessard studierte Ökonomie mit Schwerpunkt Finanzwissenschaft in New York und Shanghai, ist Mitglied der Mont Pèlerin Society, der Friedrich A. von Hayek-Gesellschaft, Vorstandsmitglied der Aktion Medienfreiheit und Herausgeber zahlreicher institutseigener Bücher zu ökonomischen Themen. Er ist ein Verfechter der individuellen Freiheit und der freien Marktwirtschaft, die er in einem Text für die Weltwoche als «intrinsisch moralische Institution» bezeichnet hat. Das Programm der Sozialdemokratischen Partei der Schweiz hat er eine «marxistische Satire» genannt, die das Ziel verfolge, den Kapitalismus zu überwinden und das Eigentum abzuschaffen.

## Veröffentlichungen
- Taxing corporations: why it is not only bad, but unjust, Institute for Research on Economic and Fiscal Issues (IREF), 2016
- Charles Monnard, L’éthique de la responsabilité, Institut Libéral, Genève 2014
- Weniger ungerechte Steuern, Liberales Institut, Zürich 2013
- Pierre Bessard, Christian P. Hoffmann (Hrsg.): Das Ende der Armut: Chancen einer globalen Marktwirtschaft. Edition Liberales Institut, Zürich 2012
- Peter Ruch, Pierre Bessard, Daniel Eisele (Hrsg.): Robert Nef. Kämpfer für die Freiheit, Edition Swiss Liberty, Luzern 2012
- Pierre Bessard, Olivier Meuwly (Hrsg.): Dem Schweizer Liberalismus auf der Spur / Sur les traces du libéralisme suisse. Edition Liberales Institut, Zürich 2011
- Pierre Bessard, Christian P. Hoffmann (Hrsg.): Sackgasse Sozialstaat. Edition Liberales Institut, Zürich 2011
- Pierre Bessard: Mehr Staat bedeutet weniger Wachstumspotenzial, Liberales Institut, Zürich 2010*
- Pierre Bessard, Christian P. Hoffmann (Hrsg.): Aus Schaden klug? Ursachen der Finanzkrise und notwendige Lehren. Edition Liberales Institut, Zürich 2009
- Pierre Bessard: La TVA, un impôt discret mais néfaste, Contribuables Associés, Paris 2008
- Pierre Bessard, «Tax Competition: The Swiss Case», in Hannes H. Gissurarson, Tryggvi Thor Herbertsson (Hrsg.): Cutting Taxes to Increase Prosperity, Bókafélagið Publishing, Reykjavík 2007
- Pierre Bessard, “From Taxation to Justice: Extending the Search for a ‘Just Tax’”, in Journal for Public Finance and Public Choice, Vol 24, No. 1, 2006
- Pierre Bessard, «De l’imposition à la justice: Au-delà de la recherche d’un 'impôt juste'», in Studies on Taxation and Justice, Institute for Research on Economic and Fiscal Issues (IREF), 2005
- Pierre Bessard, «Kapitalismus im aktuellen Bundesstaat Schweiz: Die eigentlichen Marktlösungen wider den Markt der Eitelkeiten», in Tito Tettamanti (Hrsg.): Kapitalismus: Fluch oder Segen?, Bilanz Verlag, Zürich 2004